# Гузий, Виктор Герасимович
Виктор Герасимович Гузий — участник Великой Отечественной войны, второй член Военного Совета 68-й, 10-й, и 11-й гвардейской армий, возглавлял Временное гражданское управление при Военном Совете Особого кёнигсбергского военного округа (1945—1946), генерал-майор интендантской службы (1944).

## Боевой путь
Начало войны встретил в звании бригадного комиссара. С 5 сентября 1943 года по 15 ноября 1943 года член военного совета 68-й армии. С 17 ноября 1943 года по 18 апреля 1944 года член военного совета 10-й армии. С 26 апреля 1944 года по 9 мая 1945 года член военного совета 11-й гвардейской армии. Приказом от 19 сентября 1944 года № 1254 произведён в генерал-майоры интендантской службы.
Участвовал в Восточно-Прусской операции и штурме Кёнигсберга (6—9 апреля 1945) в качестве второго члена Военного Совета 11-й гвардейской армии.

## Начальник гражданского управления Кёнигсберга
В июле 1945 года прекратили существование управления фронтами и в районе Кёнигсберга был образован Особый военный кёнигсбергский округ во главе с генералом К. Н. Галицким.
9 июля 1945 приказом генерала К. Н. Галицкого из компетенции комендатуры Кёнигсберга были изъяты дела гражданского населения и мирной жизни. С этого момента в ведении комендатуры находились дела исключительно военного управления. В связи с этим прекратило существование Временное управление по гражданским делам при коменданте Кенигсберга и начало функционировать Временное гражданское управление при Военном Совете Особого кёнигсбергского военного округа. Начальником управления был назначен Виктор Герасимович Гузий.
В ходе очередного реформирования органов управления округом приказом командующего особым Кенигсбергским военным округом от 19 ноября 1945 года Временное гражданское управление при Военном Совете округа было ликвидировано и вместо него образовано Временное управление по гражданским делам при Военном Совете округа. Начальником управления остался В. Г. Гузий. 7 апреля 1946 года Президиум Верховного Совета СССР издал Указ об образовании на территории г. Кёнигсберга и прилегающих к нему района Кёнигсбергской области и о включении её в состав РСФСР. 25 апреля 1946 года Временное управление по гражданским делам под председательством генерал-майора Гузия провело последнее совещание. На этом деятельность военных организаций по созданию экономических и политических условий образования новой области завершилась. Особый военный округ был расформирован.
За время работы В. Г. Гузия был запущен механический завод и судостроительный завод «Янтарь», 30 сентября открыт главный мемориал города — памятник «1200 гвардейцам». 8 октября открыт аэропорт Девау.
12 ноября 1945 года Временное городское управление по гражданским делам составило справку о численности немецкого населения Кенигсберга. В городе оказалось 60 642 немца, из них мужчин 18 515. Трудоспособных было учтено 29 681 человек, детей — 12 276.
После этого В. Г. Гузий был направлен в Военно-политическую академию. В 1947 году был уволен в запас. Жил в городе Калининграде.

## Награды
- орден Ленина (21.02.1945)[4];
- два ордена Красного Знамени (04.07.1944, 03.11.1944[4]);
- орден Кутузова II степени (19.04.1945)
- орден Отечественной войны I степени (23.09.1943)
- медаль «За Победу над Германией в Великой Отечественной войне 1941-1945 гг.» (1945)
- медаль «За взятие Кенигсберга» (1945)
- юбилейная медаль «XX лет Рабоче-Крестьянской Красной Армии» (1938)